# Lac-Fouillac
Lac-Fouillac est un ancien territoire non organisé du Québec (Canada), dans la municipalité régionale de comté de La Vallée-de-l'Or de la région administrative Abitibi-Témiscamingue. En juillet 2007, les résidents de Lac-Fouillac rejettent l'annexion de leur territoire à la ville de Malartic, lors d'un référendum au cours duquel 97,2 % des électeurs votent contre l'annexion. Elle est finalement annexée à Rivière-Héva le 29 août 2009, via un avis du ministre des Affaires municipales, des Régions et de l'Occupation du territoire.

## Chronologie
- 1er janvier 1986 : Constitution du territoire non organisé de Lac-Fouillac.
- 29 août 2009 : Annexion totale de Lac-Fouillac par Rivière-Héva.